# Esquizo-Frenia
Esquizo-Frenia es un grupo colombiano de crust screamo grind fundado por Andrés Ramiro Navarro "Rockman en 2001.

## Miembros
- Andrés Ramiro Navarro "Rockman" - guitarra y voz
- Cami Donneys - batería
- Kristian González - bajo

## Antiguos miembros
- Jorge M- Batería
- Dario Bernal - Bajo

## Discografía
- Robots Humanos CD (2004)